# 장경궁주
장경궁주 이씨(長慶宮主 李氏, 생몰년 미상)는 고려의 제12대 국왕 순종의 제3비이다.

## 생애
본관은 인주로, 호부낭중을 지낸 이호(李顥)의 딸이다. 문하시중에 올랐던 이자연(李子淵)의 손녀이자, 훗날 큰 권세를 누리는 이자겸(李資謙)의 누이이기도 하다. 남편 순종과 시동생 선종, 숙종 등은 그녀의 고종사촌이다. 그 외에도 인주 이씨 출신의 여러 고려 왕비들을 비롯, 인주 이씨 슬하에서 나온 고려의 왕 및 왕족들과 혈연 관계에 있다.
1083년(순종 즉위년) 순종이 즉위하면서 순종의 비에 책봉되었다. 그러나 순종이 즉위 3개월만에 사망하면서 그녀는 궁 밖에서 살게 되었는데, 이때 궁 안의 노비와 간통을 한 일이 발각되어 폐비되었다. 그녀의 오빠인 이자겸은 당시 왕비의 오빠라는 이유로 음서로 관직에 올라 합문지후의 직책에 있었는데, 장경궁주의 간통로 인해 이자겸도 연좌되어 파직되었다. 이자겸은 1108년(예종 3년) 음력 1월에 그의 딸이 예종의 왕비(문경왕태후)로 책봉되면서 겨우 복귀할 수 있었다.
남편 순종과의 사이에서 소생은 없었다. 생몰년이나 능지에 관한 기록은 남아있지 않아 알 수 없다. 호는 장경궁주(長慶宮主)이다.

## 가족 관계
- 할아버지 : 이자연 (李子淵, 1003년 ~ 1061년)
  - 아버지 : 이호 (李顥, 생몰년 미상)
  - 시아버지, 고모부 : 문종 (文宗, 1019년 ~ 1083년, 재위 : 1046년 ~ 1083년) - 고려의 제11대 왕
    - 남편, 고종사촌 : 순종 (順宗, 1047년 ~ 1083년, 재위 : 1083년) - 고려의 제12대 왕
    - 남매 : 이자겸 (李資謙, ? ~ 1126년)
      - 조카 : 문경왕태후 이씨 (文敬王太后 李氏, ? ~ 1118년) - 예종의 제2비
      - 조카 : 폐비 이씨 (廢妃 李氏, ? ~ 1139년) - 인종의 제1비
      - 조카 : 폐비 이씨 (廢妃 李氏, ? ~ 1195년) - 인종의 제2비

    - 남매 : 이자량 (李資諒, ? ~ 1123년)

  - 숙부 : 이석 (李碩, 생몰년 미상)
    - 사촌 : 사숙왕후 이씨 (思肅王后 李氏, 생몰년 미상) - 선종의 제2비

  - 숙부 : 이정 (李頲, 1025년 ~ 1077년)
    - 사촌 : 이자의 (李資義, ? ~ 1095년)
    - 사촌 : 원신궁주 이씨 (元信宮主 李氏, 생몰년 미상) - 선종의 제3비

  - 고모, 시어머니 : 인예왕후 이씨 (仁睿王后 李氏, ? ~ 1092년) - 문종의 제2비
    - 고종사촌, 시동생 : 선종 (宣宗, 1049년 ~ 1094년, 재위 : 1083년 ~ 1094년) - 고려의 제13대 왕
    - 고종사촌, 시동생 : 숙종 (肅宗, 1054년 ~ 1105년, 재위 : 1095년 ~ 1105년) - 고려의 제15대 왕

  - 고모 : 인경현비 이씨 (仁敬賢妃 李氏, 생몰년 미상) - 문종의 제3비
  - 고모 : 인절현비 이씨 (仁節賢妃 李氏, 생몰년 미상) - 문종의 제4비